# 班萊夫爾 (北卡羅萊納州)
班萊夫爾（英語：Bunnlevel）是位於美國北卡羅萊納州哈尼特縣的普查規定居民點。

## 人口
根據2020年美國人口普查的數據，班萊夫爾的面積為19.66平方千米，當中陸地面積為19.58平方千米，而水域面積為0.08平方千米。當地共有人口516人，而人口密度為每平方千米26.25人。